# جماعة ترابية
الجماعة الترابية في المغرب هي شكل من أشكال التقسيم الإداري الذي تم إحداثه بموجب الستور المغربي لسنة 2011 في إطار سياسة الامركزية الإدارية، وتتكون من الجهات والعمالات والأقاليم والجماعات، وهي حسب الدستور المغربي عبارة عن أشخاص معنوية، خاضعة للقانون العام، وتسير شؤونها بكيفية ديمقراطية. 

## التنظيم
يتم انتخاب مجالس الجهات والجماعات بالاقتراع العام المباشر. تحدث الجماعات الترابية وفقا للقانون المنظم، ويمكن أن تحدث جماعة ترابية جماعة أخرى، أو تحل محلها وفقا للقانون. وتساهم الجماعات الترابية في تفعيل السياسة العامة للدولة، وإعداد السياسات الترابية، من خلال ممثليها في مجلس المستشارين. للجماعات الترابية اختصاصات ذاتية واختصاصات مشتركة مع  الدولة، واختصاصات منقولة إليها من الدولة، حيث تتوفر هذه الجماعات على سلطة تنظيمية لممارسة صلاحياتها داخل مجالها الجغرافي، ووفقا لاختصاصاتها.
تتوفر الجماعات الترابية على موارد مالية ذاتية، وموارد مالية مرصودة لها من قبل الدولة، كما لا يجوز لأي جماعة ترابية أن تمارس وصايتها على جماعة أخرى. ويخول القانون للجماعات الترابية إمكانية  تأسيس مجموعات فيما بينها من أجل التعاون. يمثل ولاة الجهات وعمال الأقاليم والعمالات، السلطة المركزية في الجماعات الترابية، حيث يعملون بإسم الحكومة على تأمين تطبيق القانون، وتنفيذ النصوص التنظيمية للحكومة ومقرراتها، ويمارسون المراقبة الإدارية. 

## التقسيم
يتم تعيين الحدود الجغرافية للجماعات الترابية بشكل دقيق على أساس اعتبارات تاريخية وسوسيو قبلية واقتصادية ومؤسساتية، أو سعيا لتحقيق تعاون وتكامل بين مكونات المنطقة. 

## التاريخ
كانت الجماعات الترابية تسمى سابقا بالجماعات المحلية قبل أن يتم تغييرها في دستور المغرب الجديد لسنة 2011 إلى جماعات ترابية.

## المكونات
تتكون الجماعات الترابية حسب آخر دستور للمغرب سنة 2011 من:
- 12 جهة
- 13 عمالة
- 62 اقليما
- 1503 جماعة.

## التراتبية[2][1]

### الجهة
تحتل الجهة مكانة الصدارة بالنسبة للجماعات الأخرى، خاصة في عمليات إعداد وتتبع برامج التنمية الجهوية، والتصاميم الجهوية لإعداد التراب، وذلك في نطاق احترام اختصاصاتها، وهي جماعة ترابية خاضعة للقانون العام، تتمتع بالشخصية الاعتبارية والاستقلال الإداري والمالي

### الإقليم والعمالة
هي جماعة ترابية خاضعة للقانون العام، تتمتع بالشخصية الاعتبارية والاستقلال الإداري والمالي، وتشكل أحد مستويات التنظيم الترابي للمملكة.

### الجماعة
الجماعة تشكل أحد مستويات التنظيم الترابي للمملكة، وهي جماعة ترابية خاضعة للقانون العام، تتمتع بالشخصية الاعتبارية والاستقلال الإداري والمالي.